# Nilradikál
A nilradikál az algebrában egy kommutatív gyűrű nilpotens elemeiből álló ideálja. Nemkommutatív esetben ez a definíció különböző módokon általánosítható.

## Kommutatív gyűrűk nilradikálja
Legyen {\displaystyle R} egy kommutatív gyűrű. A nilradikál {\displaystyle R} nilpotens elemeinek halmaza:
{\displaystyle \operatorname {nil} (R)=\{r\in R\mid \exists n\in \mathbb {Z} ,n\geq 1:\,r^{n}=1\}}
A binomiális tétel miatt bármely két nilpotens elem összege is nilpotens, és a kommutativitás miatt bármely elem nilpotens elemmel vett szorzata is nilpotens – következésképpen a nilradikál valóban ideál. A definíciót úgy is megfogalmazhatjuk, hogy a nilradikál a {\displaystyle (0)} ideál radikálja (ekkor automatikusan adódik, hogy maga is ideál).
Belátható, hogy a nilradikál megegyezik a gyűrű prímideáljainak metszetével (és így megegyezik a minimális ideálok metszetével is). Mivel minden maximális ideál prím, a maximális ideálok metszeteként kapott {\displaystyle \mathrm {J} (R)} Jacobson-radikál tartalmazza a nilradikált. Egy gyűrűt Jacobson-gyűrűnek nevezünk, ha minden {\displaystyle {\mathfrak {p}}\in \operatorname {Spec} R} prímideálra
{\displaystyle \operatorname {nil} (R/{\mathfrak {p}})=\mathrm {J} (R/{\mathfrak {p}})}.
Minden Artin-gyűrű Jacobson, és nilradikálja a gyűrű maximális nilpotens ideálja. Általában ha a nilradikál végesen generált (például mert a gyűrű Noether-gyűrű), akkor nilpotens.
Egy gyűrűt redukált gyűrűnek nevezünk, ha nincs nemnulla nilpotens eleme, azaz nilradikálja {\displaystyle (0)}. Tetszőleges {\displaystyle R} kommutatív gyűrűre az
{\displaystyle R_{\mathrm {red} }=R/\operatorname {nil} (R)}
faktorgyűrű redukált.

## Fordítás
- Ez a szócikk részben vagy egészben  a   Nilradical of a ring című angol Wikipédia-szócikk ezen változatának fordításán alapul.  Az eredeti cikk szerkesztőit annak laptörténete sorolja fel. Ez a jelzés csupán a megfogalmazás eredetét és a szerzői jogokat jelzi, nem szolgál a cikkben szereplő információk forrásmegjelöléseként.